# エンドロール〜伝説の父〜
『エンドロール〜伝説の父〜』は、2012年3月18日に、WOWOWのドラマWとして放送されたテレビドラマ。
2010年、第4回WOWOWシナリオ大賞に587編の応募作の中から選ばれた福島カツシゲ氏の「エンドロール〜伝説の父〜」がオリジナルドラマとして映像化された。
また監督は映画監督の石井裕也。彼にとって同作品はテレビドラマ初監督作品である。

## あらすじ
大学生の尾崎健太郎は父・明生の七回忌のために帰郷する。七回忌が行われる公民館に行くと、映画『最高の父』の上映準備が始まっていた。
遡ること7年前、健太郎が小学生の頃。医師から余命幾ばくもないと診断された父は病床に着いていた。
そんな明生から届いた手紙をきっかけに20年ぶりに故郷へ帰ってきた橋本雄司。明生と再会した雄司は『最高の父』というタイトルの脚本を手渡され、この脚本で映画を作ってほしいと頼まれる。雄司は売れないながらも映画監督をやっていた。 また雄司は明生の妻の麻由美にも再会する。3人は高校時代同級生だった。麻由美から明生が長くはないことを聞かされショックを受ける。
映画を作る理由として息子の健太郎のために自分の姿を残したい、との思いを知った雄司はたくさんの人の協力を得て、映画『最高の父』を作り上げようと奮闘する。

## キャスト
橋本雄司
演 - 中村獅童（高校時代 : 泉澤祐希）
売れない映画監督。明生に会うため20年ぶりに帰郷。明生のため1本の映画を作る。
尾崎明生
演 - 萩原聖人（高校時代 : 冨田佳輔）
理容師。雄司の同級生。自分が書いた脚本を映画にしてほしいと雄司に頼む。
尾崎麻由美
演 - 板谷由夏（高校時代 : 田中美晴）
明生の妻。雄司の同級生。明生が余命わずかと雄司に伝える。
尾崎健太郎
演 - 池松壮亮（少年時代 : 鈴木励和）
明生と麻由美の息子。現在大学生で明生の七回忌のため帰郷。
橋本正一
演 - 六平直政
雄司の父。
橋本鈴子
演 - 田島令子
雄司の母。
井上辰五郎
演 - 螢雪次朗
商店街組合長。
井上信子
演 - 稲川実代子
辰五郎の妻。
萩原
演 - 戸田昌宏
医師
島田ミキ
演 - 村川絵梨
看護師
豊村末男
演 - 梶原善
バスの運転手
沖田会長
演 - 徳井優
ボクシングジム会長
マグナム馬野
演 - 阿部亮平
ボクシングチャンピオン

## スタッフ
- 脚本 - 福島カツシゲ、石井裕也
- 監督 - 石井裕也
- 撮影 - 沖村志宏
- 音楽 - 渡邊崇
- プロデュース - 徳田雅久、河添太
- 製作著作 - WOWOW